# Nemzetközi Gyermekbékedíj
A Nemzetközi Gyermekbékedíjat minden évben egy olyan gyermeknek adják át, aki valamely cselekedetével sokat tesz a gyermekjogok védelmezéséért és a veszélyeztetett gyerekek (árvák, gyerekmunkások és HIV-fertőzött gyerekek) helyzetének javításáért.
A díjat a KidsRights Foundation Alapítvány hozta létre; ez az amszterdami szervezet a gyerekeket nemzetközi szinten segélyezi.

## A díj története
Az első Nemzetközi Gyermekbékedíjat 2005 novemberében adták át Rómában, a Nobel-békedíjasok világtalálkozóján. A világtalálkozót minden évben megrendezik olyan nemzetközi szervezetek részvételével, mint az UNICEF és az Amnesty International. A találkozó zárógondolatában büszkén emelték ki a Gyermekbékedíj első átadását. A díjazott 100 000 dollár adományt kap egy, a gyermekeket segítő jótékonysági projekt számlájára, valamint egy szobrocskát, amely az első díjazott emlékére a Nkosi nevet viseli.

## Díjátadók
2005-ben a díjat Mihail Szergejevics Gorbacsov nyújtotta át posztumusz Nkosi Johnson részére. Ennek a dél-afrikai fiúnak köszönhetően a nemzetközi érdeklődés középpontjába kerültek a HIV-fertőzött gyerekek. Ő alapította a Nkosi’s Haven elnevezésű otthont a HIV-pozitív anyák és gyermekek részére.
A 2006-os díjat Frederik Willem de Klerk Nobel-békedíjas adta át Hágában, a holland parlamentben, a Binnenhofban tartott ceremónián. 2007-ben ugyanott Bob Geldof és a Nobel-békedíjas Betty Williams voltak az átadók, 2008-ban pedig Desmond Tututól vehették át a szobrocskát a díjazottak.

## Díjazottak
- 2005 – Nkosi Johnson (posztumusz), Dél-afrikai Köztársaság
- 2006 – Om Prakash Gurjar, India
- 2007 – Thandiwe Chama, Zambia
- 2008 – Mayra Avellar Neves, Brazília
- 2009 – Baruani Ndume, Tanzánia
- 2010 – Francia Simon, Dominikai Köztársaság
- 2011 – Michaela 'Chaeli' Mycroft, Dél-afrikai Köztársaság
- 2012 – Kesz Váldez, Fülöp-szigetek
- 2013 – Malala Juszafzai, Pakisztán
- 2014 – Neha Gupta, Egyesült Államok
- 2015 – Abraham Keita, Libéria
- 2016 – Kehkashan Basu, Egyesült Arab Emirátusok
- 2017 – Mohamad Al Jounde, Szíria
- 2018 – March for Our Lives, Egyesült Államok
- 2019 – Greta Thunberg, Svédország, Diniva Maloum, Kamerun
- 2020 – Sadat Rahman, Banglades
- 2021 – Vihaan és Nav Agarwal, India

## Hasonló gyermekjogi díjak
Nemzetközi Gyermekbékedíjat a Children as the Peacemakers Foundation (Gyermekek a Békéért Alapítvány) is adományoz, a Gyermekek Világa elnevezésű svéd szervezet pedig a Világ Gyermekeinek Díja a Gyermekjogokért néven ad át évente elismerést.

## Fordítás
- Ez a szócikk részben vagy egészben  az   International Children's Peace Prize című angol Wikipédia-szócikk ezen változatának fordításán alapul.  Az eredeti cikk szerkesztőit annak laptörténete sorolja fel. Ez a jelzés csupán a megfogalmazás eredetét és a szerzői jogokat jelzi, nem szolgál a cikkben szereplő információk forrásmegjelöléseként.